# مري رع
كان ميري رع كاهنا وناظر خزانة فرعون مصر أمنحتب الثالث، وربما تولى ذلك المنصب في أواخر عهد هذا الفرعون. وعاصر أيضا ابن أمنحتب الثالث وهو أمنحتب الرابع والذي غير اسمه بعد ذلك إلى إخناتون بعدما أراد نشر عقيدته في توحيد ألهة المصريين وجعل الشمس آتون الإله الأوحد، واهب الحياة.
عرف مري رع حتى وقت قصير من مقبرته الموجودة في سقارة. حيث وجدت له مقبرة في الصخر في موقع «بوباستيون» التي إتخذها البطالمة كمنطقة يدفنون فيها. كانت مقبرته مزينة برسومات على حوائطها وكتابات هيروغليفية. عثر على قطعتان حجريتان خلال الأعوام 1842 - 1866 إلى أوروبا وأودعتا في بمتحف تاريخ الفنون بفيينا لدراستها. ثم بيعت القطعتان وكانتا في حالة جيدة في الماضي، وهذا ما تدل عليه رسومات قديمة نقلت لأحد اللوحات. وقد عثر على مقبرته في سقارة مؤخرا في عام 1981.
ويدل نظام النقوش في المقبرة على أنها من عهد أمنحتب الثالث. ولكن في العام 30 من حكمه نصب ناظر الخزانة «بتاح موسى» ليخلف مري رع. ويعرف عن مري رع القليل إلا أنه توجد لوحة يطهر فيها مع أمنحتب الثالث في وجود ابنا للملك يدعى «سا أتوم». ولا يعرف غير ذلك عن هذا الابن؛ ويرجح أنه إما ابن لأمحتب الثالث أو ابن تحتمس الرابع، وكان مري رع معلما له.

## اقرأ أيضا
| - أمنحتب الثالث - مقبرة سن-نيجم - مقبرة تحتمس الثالث - وادي الملوك - دير المدينة - خادم في مكان الحقيقة - مقبرة TT81 | - مقبرة حتب حرس - أوشبتي - فاينس - جعران فرعوني - صولجان واس - شقفات طبية من دير المدينة - الطب في مصر القديمة |  |